# Stopplaats Hotel Den Engel
Stopplaats Hotel de Engel is een voormalige halte aan de Staatslijn A. De stopplaats lag tussen de huidige stations Dieren en Rheden. De stopplaats werd geopend in 1882 en gesloten in 1907.